# Banque Colbert
Pour les articles homonymes, voir Colbert.
La Banque Colbert, créée en 1992, est une banque française disparue depuis.

## Activité
La banque Colbert rassemble différents actifs appartenant directement ou indirectement au Crédit lyonnais, parmi lesquels :
- La BAFIP (Banque financière parisienne)
- Banque Saga
- Altus Patrimoine et Gestion
- Certains actifs de la banque IBSA
- Une partie de Alter Banque
- Financière Abax

La plupart des actifs proveniennent du portefeuille d'Altus Finance. Le Crédit lyonnais est actionnaire à 80 % de la banque Colbert.

## Histoire
La création de la banque résulte de la crise immobilière du début des années 1990, à la suite de laquelle le Crédit lyonnais décide de réunir ses filiales touchées sous une nouvelle entité, la banque Colbert. Très impliquée dans l'immobilier, la banque Colbert fait partie du premier plan de sauvetage du Crédit Lyonnais et est confiée à l'OIG, première structure de défaisance préfigurant le Consortium de réalisation (CDR).
Entre 1992 et 1994, la banque Colbert fait main basse sur le groupe Emeraude qui gère alors huit casinos en France pour compenser les pertes du groupe Crédit lyonnais.
En octobre 1995, le CDR procède à la cession - sans communiquer le montant de ces cessions -  des activités de gestion institutionnelle et privée en deux volets :
- le réseau province est cédé à la Financière Meeschaert ;
- le réseau Paris est cédé au britannique NatWest.

En octobre 2005, le groupe Achmea cède la branche luxembourgeoise de la banque Colbert au Crédit agricole.

## Controverses
En janvier 1995, la presse révèle que l'International Bankers SA (IBSA, ou IBI pour Incorporated) est criblée de dettes. La banque, créée par Jean-Maxime Lévêque qui devient par la suite dirigeant du Crédit lyonnais et achète sa propre banque pour le compte du groupe bancaire en 1988, est épinglée pour gérer des sociétés écran offshore par lesquelles des millions en commissions occultes ont transité. En mars 1995, le responsable de la banque, Michel de Brem, est mis en examen et incarcéré pendant 10 jours.